# Gà Sasso

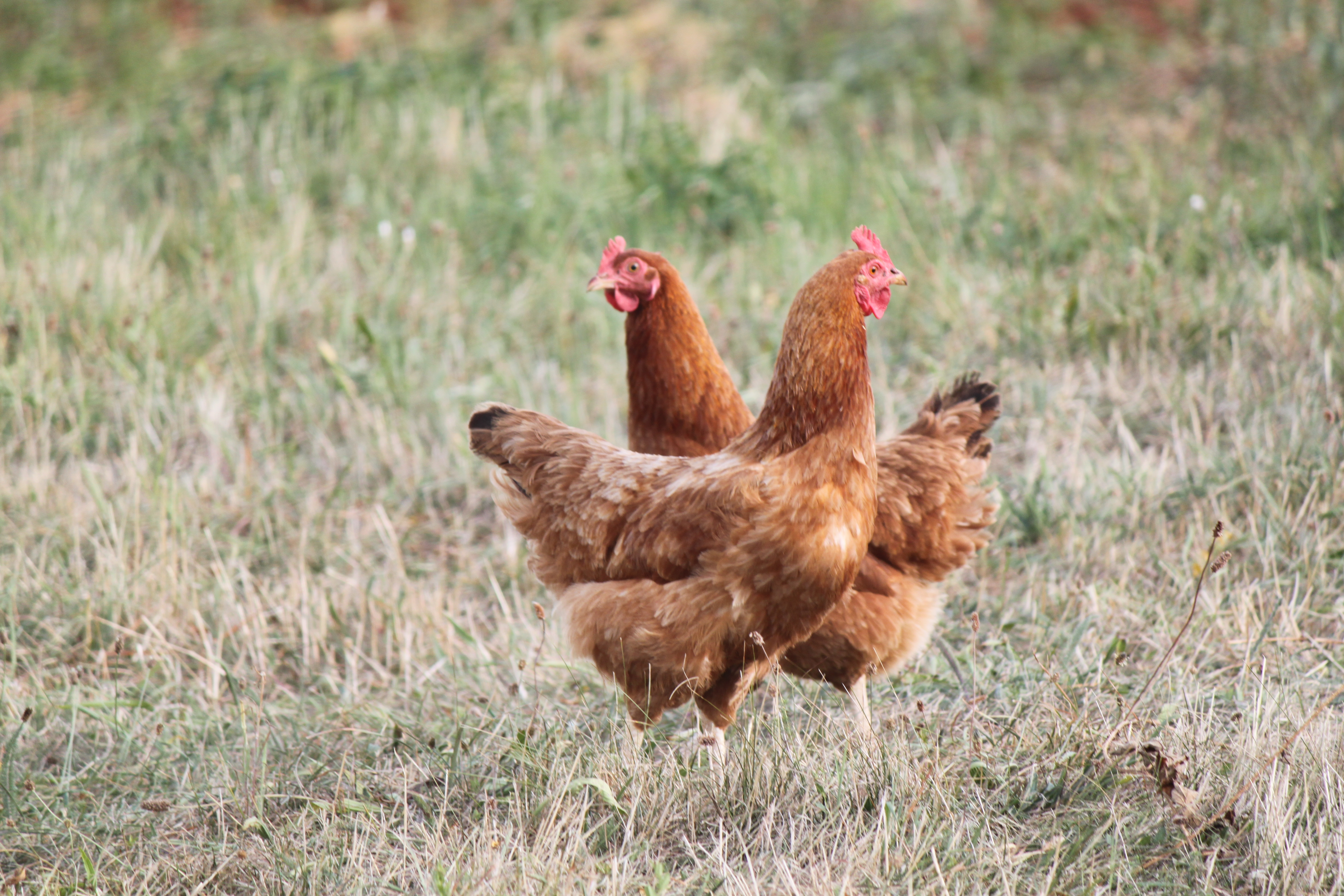
Hai con gà Sasso tại vùng de la Drôme

Gà Sasso (phát âm tiếng Việt như là: gà Sac-sô) còn gọi là gà Label Sasso là giống gà công nghiệp có xuất xứ từ Pháp, chúng là giống gà lông màu Sasso do hãng Sasso tạo ra năm 1978 và được nuôi theo kiểu gà thả vườn trong điều kiện nông hộ ở Pháp, gà Label Sasso do đặt tên cho một giống gà do hãng tạo ra. Là một dòng gà thịt có khả năng thích nghi cao, dễ nuôi, kháng bệnh tốt, chất lượng thịt thơm ngon, thích nghi với phương thức chăn nuôi bán công nghiệp hay nuôi thả vườn, gồm nhiều dòng khác nhau. Việt Nam đã nhập và nuôi thử nghiệm hai dòng SA31 và SA51 sau đó, gà Sasso với các dòng (X40, X04, S30, A01) đã được Nhà nước Việt Nam công nhận là một giống vật nuôi được sản xuất, kinh doanh tại Việt Nam.

## Lịch sử
Năm 1978 hãng SASSO (Selection Avicole de la Sarthe et du Sud Ouest) được thành lập ở vừng Sabret, Cộng hòa Pháp. Mục tiêu của hãng là nhân giống, chọn lọc, lai tạo và cung cấp các tổ hợp lai gà thịt lông màu có thể mưu thâm canh, thả vườn hoặc ở các trang trại. Gà của hãng SASSO có khả năng thích nghi cao, dễ nuôi ở các điều kiệnnóng ấm, sức kháng bệnh tốt, chất lượng thịt thơm ngon, giữ được những vị vốn có của các dòng gà địa phương.
Qua 30 năm nghiên cứu, chọn lọc, nhân giống và lai tạo, hiện nay gà Sasso được trên 30 nước khắp 5 châu ưa chuộng, do gà có những đặc tính quý như có khả năng thích nghi cao với điều kiện nóng ẩm, sức kháng bệnh tốt, chất lượng thịt thơm ngon, thích hợp với các phương thức nuôi nhốt, bán nuôi nhốt và thả vườn. GàSASSO được ưa chuộng ở trên 30 nước trên thế giới, trong đó đượcnuôi nhiều ở Pháp, Ý, Đức, Tây Ban Nha, Thụy Sĩ, Nhật, Malayxia.
Gà Sasso là dòng gà thịt của Pháp nhập vào Việt Nam từ năm 2002, được nuôi nhiều ở Tam Đảo (Vĩnh Phúc), trại thực nghiệm Liên-Ninh (Hà Tây) và một số nơi ở miền Bắc. Gà Sasso có thể nuôi được từ Bắc vào Nam và hiện nay nuôi gà Sasso theo hướng thịt. Tại xí nghiệp gà giống Tam Đảo và trung tâm nghiên cứu gia cầm Vạn Phúc đã nhập 4 dòng ông bà và gà bố mẹ SA 31 L để lai tạo ra gà thịt. Các chỉ tiêu sản xuất của gà bố mẹ SA 31L trung bình. Được nhập năm 2002, hiện phân bố tại Tam Đảo – Vĩnh Phú, trại thực nghiệm Liên Minh – Hà Tây và một số nơi miền Bắc. 

## Đặc điểm
Là giống gà nặng cân của Pháp, đặc điểm giống gà này là khá đồng đều về ngoại hình: lông màu vàng nâu, chân, da và mỏ có màu vàng, ức nở. Gà có lông màu nâu đỏ, da vàng, da chân vàng. Giống gà Sasso có màu lông nâu đỏ, chân và mỏ có màu vàng, da vàng, thịt ngon, được ưu chuộng. Hãng đưa ra sản xuất 18 dòng gà trống với mục đích sử dụng khác nhau: Dòng nhẹ cân hoặc nặng cân với các đặc trưng như Lông đỏ, đen, xám, hoặc trắng. Da vàng hoặc trắng, chân đen, xám hoặc vàng. Trụi cổ hay có lông cổ. 

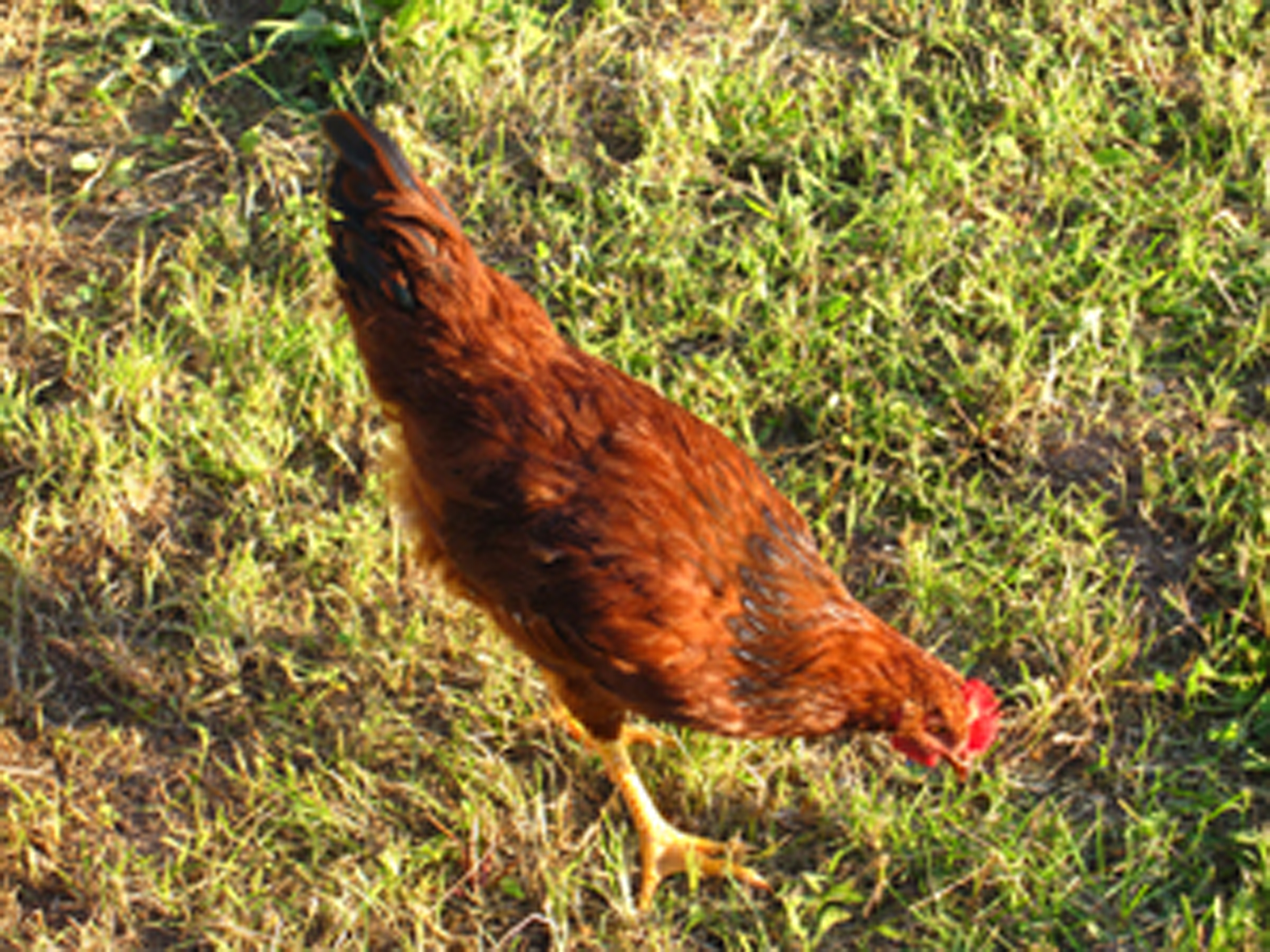
Một con gà tơ tại vùng de la Drôme

Gà có màu lông nâu vàng hoặc nâu đỏ, màu đơn; chân, da, mỏ rất vàng, chất lượng thịt tốt: thịt rắn, chắc, thơm ngon, có vị ngon đậm đà tương tự gà Ri của Việt Nam. Gà Sasso có khả năng chống chịu bệnh tốt, chúng chịu được nóng và độ ẩm cao. Gà có sức chịu đựng tốt với điều kiện nóng ẩm. Gà lớn nhanh, lúc 2 tháng tuổi kể từ lúc bóc trứng, nuôi đúng kỹ thuật gà đạt 2,2 - 2,5 kg/con Gà Sasso tận dụng được ngô, tấm, gạo, sắn và thức ăn thừa của lợn. Gà đạt hiệu quả kinh tế cao kể cả nuôi thả vườn và tập trung. Sử dụng thức ăn hỗn hợp hoàn chỉnh hoặc thức ăn đậm đặc phối trộn với các nguyên liệu khác
Nếu nuôi theo phương pháp nữa nhốt nữa thả 90 – 100 ngày có thể đạt trọng lượng 2,1 – 2,3 kg. Tiêu tốn thức ăn 3,1 – 3,5 kg thức ăn cho 1 kg tăng trọng. Nuôi bán chăn thả, sau 90 - 100 ngày gà đạt 2,1 – 3,3 kg. Mỗi kilôgam tăng trọng tiêu tốn 3,1 - 3,3 kg thức ăn.Nuôi 70 - 80 ngày, con mái đạt 1,5 - l,8 kg, con trống đạt 1,7 - 2,2 kg. Mỗi năm gà mái có thể cho 145 - 165 quả trứng. Mỗi kilôgam tăng trọng tiêu tốn 2,8 – 3 kg thức ăn. Khối lượng cơ thể lúc giết thịt (9 tuần tuổi): 2390g. Khả năng nuôi sống 23 - 66 tháng tuổi: 92%. Sản lượng trứng/ 10 tháng đẻ: 159 quả/ mái. Tỷ lệ trứng giống: 95,5%; Tỷ lệ ấp nở: 80%.Sản lượng trứng giống/ mái: 152 quả/ mái. Sản lượng gà con 1 ngày tuổi: 129 con/ mái.

## Các dòng
Dòng trống: Con trống lông màu nâu, con mái lông màu trắng. Dòng mái: Lông màu nâu, có năng suất trứng 65 tuần: 180 quả. Khối lượng trứng 50gam/quả. Dòng thương phẩm: Lông màu nâu vàng hoặc nâu đỏ; chân, mỏ và da màu vàng. Khối lượng lúc 9 tuần tuổi nặng 2,5 kg/con. Các dòng sử dụng rộng rãi như dòng Lông hiện nay là X44 và X44N, T55 và T55N, T77 và T77N, T88 và T88N. Về dòng mái hãng có 6 dòng nhằm đáp ứng các yêu cầu sử dụng Lùn hoặc chắc khỏe, nặng cân hoặc nhẹ cân,tự phân biệt giới tính hoặc không. Trong đó có 2 dòng được sử dựng rộng rãi như dòng bà hiện nay là 2 dòng mái SA31 và SA51. 

### SA31
Gà SA31: Được hãng SASSO chọn tạo vào năm 1985, để sản xuất gà thịt nuôi bán công nghiệp. Có ba loại gà SA31: Bình thường, nặng cân và Mini (lùn). Gà SA31 có lông màu đỏ hoặc nâu đỏ, có sức chịu đựng cao với môi trường khắc nghiệt, thích nghi với môi trường nhiệt đới nóng ẩm. Do gà SA31 mang gen lặn hoàn toàn nên toàn bộ số gà thịt sản xuất ra đều mang đắc điểm giống dòng bố (về màu chân, màu lông, có lông cổ hay trụi lông cổ). Gà SA31 đã được nhập vào Việt Nam từ 4 năm trở lại đây.
Dòng SA31 có sản lượng trứng 66 tuần tuổi là 187 quả. Khối lượng mái 20 tuần nặng 2010g. Đây là dòng mái để sản xuất gà thịt, có sức sống tốt, phù hợp với khí hậu Việt Nam. Khi kết thúc giai đoạn hậu bị, có khối lượng khoảng 2 kg, kết thúc giai đoan khai thác trứng, gà nặng khoảng 3 kg. Sản lượng trứng trung bình của một con mái 160 – 170 quả. Tỉ lệ trứng ấp 92%. Tỉ lệ ấp nở khoảng 80 – 82%/ trứng có phôi. Tỉ lệ nuôi sống gà con 95 – 97%. Tỉ lệ hao hụt gà mái đẻ 7 – 10%. Đàn gà thương phẩm 10 tuần tuổi có khối lượng 2,2 – 2,4 kg. T iêu tốn thức ăn/kg thịt hơi khoảng 2,4 – 2,5 kg.

### SA51
Gà SA51: Được hãng SASSO chọn tạo ra năm 1989 để sản xuất gà thịt lông màu nuôi ở trang trại và chăn thả. Đây là giống gà chân lùn nên tiêu tốn thức ăn thấp hơn và có sức đẻ trứng và tỷ lệ ấp nở cao hơn gà SA31. Gà có lông màu đỏ hoặc nâu đỏ. Có sức chịu đựng cao trong điều kiện nóng bức, khí hậu nhiệt đới hoặc sa mạc. Tương tự như, gà mái SA51 mang gen lặn hoàn toàn nên toàn bộ số gà thịt sản xuất ra đều mang đặc điểm giống dòng bố
Đây là dòng gà nhẹ cân hơn dòng SA31; gà hậu bị nặng 1,4 kg. Dòng SA51 có sản lượng trứng 197 quả ở 66 tuần tuổi. Khối lượng mái 20 tuần trên dưới 1500g. Đến kết thúc giai đoạn đẻ trứng, gà chỉ nặng 2,2 kg. Năng suất trứng của dòng này cao hơn dòng SA31và đạt 185 – 190 quả. Tỉ lệ lấy trứng ấp 92-94%, tỉ lệ ấp nở /trứng có phôi 85%. Tỉ lệ nuôi sống gà con 95 – 97%. Tỉ lệ hao hụt gà mái 6 – 8 %.
Gà thương phẩm phải nuôi dài ngày, đến 1 1 tuần tuổi mới chỉ nặng khoảng 1,6 kg, nếu nuôi đến 100 ngày gà nặng khoảng 2,1 – 2,2 kg, tiêu tốn thức ăn cao, khoảng 3,5 kg/1 kg thịt. Dòng trống: con trống lông màu nâu, con mái lông màu trắng. Dòng mái lông màu nâu. Dòng thương phẩm có lông màu nâu vàng hoặc nâu đỏ; chân, mỏ và da màu vàng. Khối lượng lúc 9 tuần tuổi nặng 2,5 kg/con. Dòng trống, đàn ông bà có năng suất trứng 65 tuần đạt 180 quả, khối lượng trứng 50 g/quả.

## Dòng lai
Nếu đem gà trống Sasso lai với mái Lương Phượng sẽ tạo ra một giống gà "siêu trọng": con trống đạt 2,45 kg, mái 2,23 kg lúc chín tuần tuổi, số lượng trứng: 176 quả/mái/năm. Thức ăn tiêu tốn: gần 2,7 kg/kg tăng/trọng. Giống gà Sasso lai và Lương Phượng thuần là những giống chất lượng cao, thịt thơm ngon; nhanh nhẹn, thích nghi với điều kiện chăn nuôi bán công nghiệp có thả vườn để tận dụng thức ăn thêm ngoài tự nhiên như: Rau, cỏ, mối, giun và sử dụng lương thực sẵn có. Gà vận động nhiều sẽ tăng cường sức đề kháng với các loại bệnh dịch, thịt rắn chắc, da vàng.
Tỷ lệ nuôi sống đạt trên 95%, trọng lượng bình quân đạt 2,2-2,4 kg/con đối với gà trống, đạt 1,9-2,0 kg/con đối với gà mái; thịt gà săn chắc chất lượng ngon hơn hẳn gà nuôi công nghiệp. Đây là giống gà lai giữa gà Lương Phượng với gà Sasso, có nhiều ưu điểm thịt ngon, màu lông vàng đẹp được thị trường ưa chuộng, tăng trọng nhanh, tiêu tốn thức ăn ít, tỷ lệ úm đạt 98
Nhờ các sai sót chọn trống mái lúc gà mới nở trên đàn gà Sasso ông bà nhập năm 2002, từ các con trống và mái của cùng một dòng, tiến hành nghiên cứu chọn tạo 4 dòng thuần gà lông màu TĐ1, TĐ2, TĐ3, TĐ4 có năng suất và chất lượng cao và đã sản xuất, cung cấp nhiều gà thương phẩm 4 dòng giống Sasso Việt Nam cho chăn nuôi phương thức nhốt và bán nuôi nhốt ở trang trại cũng như nông hộ. Xác định khả năng sản xuất thịt của gà thương phẩm giống Sasso Việt Nam và xác định ưu thế lai so với bố mẹ của chúng, cũng như so sánh với gà Sasso thương phẩm mà đàn ông bà nhập từ Pháp.
Gà thương phẩm Sasso Việt Nam nuôi theo hai phương thức: nhốt và bán nuôi nhốt; hai mùa vụ: Xuân-Hè và Thu-Đông đến 10 tuần tuổi: Tỷ lệ nuôi sống cao, đạt từ 95-98%; Khối lượng cơ thể bình quân trống mái đạt 2570,70 g/con ở lô nuôi nhốt và 2391,43 g/con ở lô bán nuôi nhốt; Ưu thế lai so với trung bình bố mẹ cao: 2,76 -9,51%. Tiêu tốn thức ăn/kg tăng khối lượng từ 2,30-2,55 kg; Gà thương phẩm Sasso Việt Nam có sức sản xuất tốt ở cả phương thức nuôi nhốt và bán nuôi nhốt với hai mùa khác nhau; các chỉ tiêu kinh tế kỹ thuật tương đương với gà thương phẩm Sasso từ đàn ông bà nhập của Pháp.